# Park City (Kansas)
Park City és una població dels Estats Units a l'estat de Kansas. Segons el cens del 2000 tenia 5.814 habitants.

## Demografia
Segons el cens del 2000, Park City tenia 5.814 habitants, 2.046 habitatges, i 1.618 famílies. La densitat de població era de 397,3 habitants/km².
Dels 2.046 habitatges en un 42,8% hi vivien nens de menys de 18 anys, en un 62,1% hi vivien parelles casades, en un 11,7% dones solteres, i en un 20,9% no eren unitats familiars. En el 17,4% dels habitatges hi vivien persones soles el 4,5% de les quals corresponia a persones de 65 anys o més que vivien soles. El nombre mitjà de persones vivint en cada habitatge era de 2,84 i el nombre mitjà de persones que vivien en cada família era de 3,19.
Per edats la població es repartia de la següent manera: un 32,1% tenia menys de 18 anys, un 9,1% entre 18 i 24, un 32,4% entre 25 i 44, un 19,3% de 45 a 60 i un 7% 65 anys o més.
L'edat mediana era de 30 anys. Per cada 100 dones de 18 o més anys hi havia 94,5 homes.
La renda mediana per habitatge era de 42.794 $ i la renda mediana per família de 46.225 $. Els homes tenien una renda mediana de 35.931 $ mentre que les dones 22.104 $. La renda per capita de la població era de 17.539 $. Entorn del 4,4% de les famílies i el 5,5% de la població estaven per davall del llindar de pobresa.

## Poblacions més properes
El següent diagrama mostra les poblacions més properes.